# Сорокино (Тямшанская волость)
Сорокино — деревня в Тямшанской волости Псковского района Псковской области России.
Расположена в 14 км к западу от центра города Пскова и в 8 км к востоку от деревни Тямша.
В деревне расположен аэродром для небольшого воздушного транспорта и конно-спортивная школа "Руно".

## Население
| 2001 | 2002 | 2010 |
| ---- | ---- | ---- |
| 9    | ↗10  | ↗11  |